# Rouvrois-sur-Othain
Rouvrois-sur-Othain é uma comuna francesa na região administrativa de Grande Leste, no departamento de Meuse. Estende-se por uma área de 12,56 km². Em 2010 a comuna tinha 200 habitantes (densidade: 15,9 hab./km²).